# Ваучер

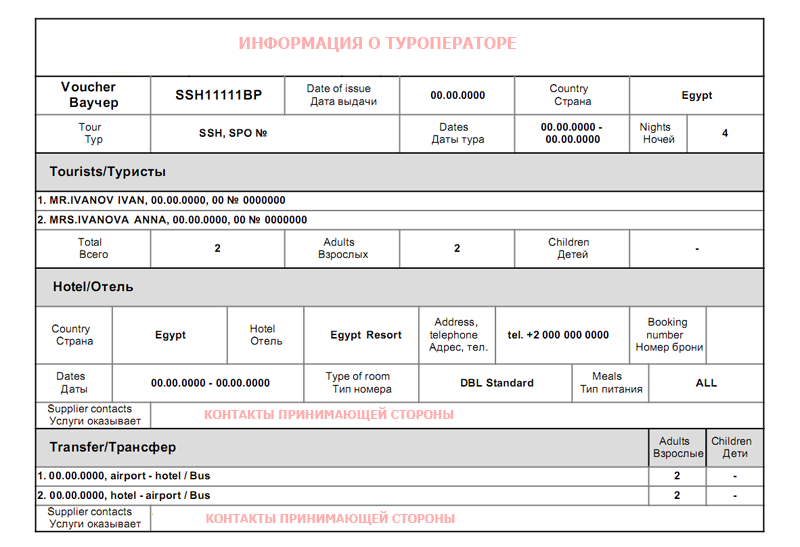
Туристический ваучер

Ва́учер (англ. voucher — «расписка, поручительство») — письменное свидетельство, квитанция, документ, подтверждающий право на получение товара, скидки на товар или услуги.
В России в 1992—1994 годы ваучером называли приватизационный чек, выдававшийся населению и подлежавший обмену на активы приватизировавшихся предприятий в рамках программы т. н. ваучерной приватизации.

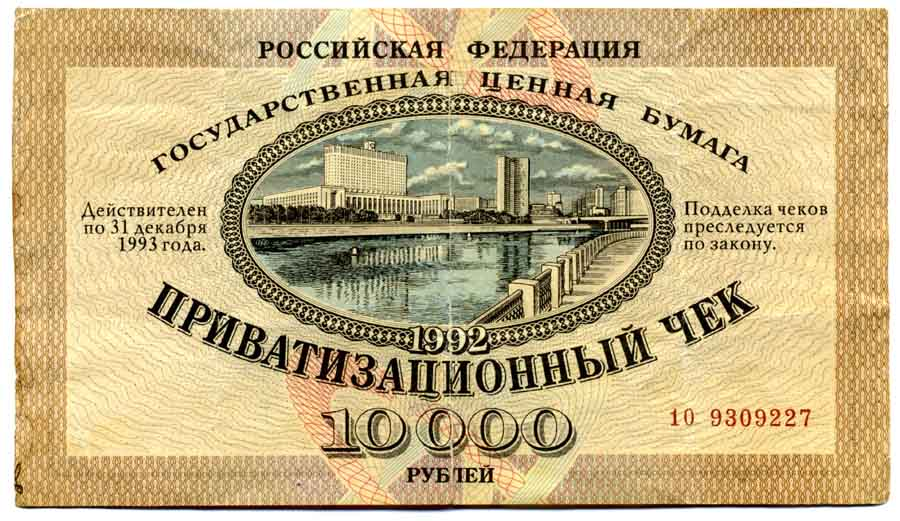
Ваучер 1992 года

## Ваучер в туризме
В туристической деятельности ваучер является документом, который устанавливает право туриста на получение услуг (трансфер, гостиница, питание и др.), входящих в состав оплаченного тура.
Ваучер выдаётся туроператором туристам-индивидуалам или руководителю группы, как подтверждение их права получить от принимающей фирмы перечисленные в нём услуги. По прибытии к месту назначения ваучер передается принимающей стороне.

## Ваучер в торговле
В торговле ваучер является документом, который дает право его владельцу на получение товара, услуги или скидки.

## Ваучер в российской приватизации
В процессе приватизации в России ваучером называли приватизационный чек — государственную ценную бумагу, которая предоставляла право её владельцу приобретать взамен ваучеров приватизируемую государственную и муниципальную собственность.

## Инновационный ваучер
Инновационные ваучеры вначале назывались исследовательскими ваучерами. Они появились в конце 1990-х годов в провинции Лимбург в Нидерландах. Исследовательский ваучер был создан для поддержки и обеспечения конкурентной способности малого и среднего бизнеса. Власти голландской провинции Лимбург, научно-исследовательская компания DSM и инвестиционная компания LIOF инициировали создание таких ваучеров для развития деятельности, связанной с инновациями. В результате появления ваучеров повысился спрос на результаты научных исследований. Выпущенные ваучеры выслали по почте 20 случайно выбранным компаниям. Всего было отправлено 66 ваучеров. Из них 46 ваучеров так и не были востребованы, но те компании, которые воспользовались ими, по большей части ощутили преимущества такого способа и увидели результат. Впоследствии такой финансовый инструмент стал использоваться за пределами Лимбурга. Инновационный ваучер представляет собой ценную бумагу, у которой есть гарантированное государственное обеспечение. Она подлежит выдаче малым и средним предприятиям для совершения оплаты услуг поставщиков инновационных знаний. Инновационные ваучеры рассчитаны на их использование в малом и среднем бизнесе, способствуют устранению барьеров при взаимодействии малого и среднего бизнеса с университетами и научно-исследовательскими организациями. В 2009 году такие ваучеры стали реализовываться в чешском Южно-Моравском крае.